# De Stappers
De Stappers was een Belgische adellijke familie.

## Geschiedenis
- Willem de Stappers (1735-1792), baron van Brustem, burgemeester van Sint-Truiden, was getrouwd met Catherine van der Straeten (1746-1811). Hij was heer van Meensel, Neer-Hespen, Over-Hespen, Gossoncourt, Cortenbosch.  
  - Winand Frederic de Stappers (1766-1836), was schepen van Luik, erfachtig heer van Brustem, raadsheer van de prins-bisschop. 
    - Willem de Stappers (zie hierna).

  - Louis de Stappers (zie hierna).

## Willem de Stappers
Guillaume Joseph Pierre de Stappers (Hasselt, 23 oktober 1809 - Leuven, 17 april 1873) was schepen van Brustem. In 1840 werd hij erkend in de erfelijke Belgische adel. Hij trouwde in Hasselt in 1841 met Marie-Thérèse de Menten de Horne (1814-1851), dochter van de burgemeester van Sint-Truiden. Ze kregen vijf dochters. Een van hen, Herminie (1844-1874), trouwde met baron Arthur de Heusch, burgemeester van Kortessem. 

## Louis de Stappers
Louis Godefroid François Renier de Stappers (Sint-Truiden, 10 juni 1775 - 10 maart 1845) werd in 1840 erkend in de erfelijke adel met de titel 'baron van Brustem', overdraagbaar bij eerstgeboorte. Hij bleef vrijgezel.
De adellijke familie de Stappers is uitgedoofd in 1873. In 1953 kreeg Jules Roelants vergunning om  bij de familienaam de Stappers te voegen, in herinnering aan Isabelle de Stappers, echtgenote Roelants, zus van Willem de Stappers (de eerste voornoemd).